# Seznam prefektů Dikasteria pro biskupy
Toto je seznam prefektů Kongregace či Dikasteria pro biskupy.

## Prefekti Kongregace pro biskupy (1908–2022)
- Gaetano de Lai (1908–1928)
- Carlo Kardinal Perosi (1928–1930)
- Raffaele Carlo Rossi (1930–1948)
- Adeodato Giovanni Piazza (1948–1957)
- Marcello Mimmi (1957–1961)
- Carlo Confalonieri (1961–1973)
- Sebastiano Baggio (1973–1984)
- Bernardin Gantin (1984–1998)
- Lucas Moreira Neves (1998–2000)
- Giovanni Battista Re (2000–2010)
- Marc Ouellet (2010–2023)

## Prefekti Dikasteria pro biskupy (od 2022)
- Marc Ouellet (2010–2023)
- Robert Francis Prevost (2023–2025)